# Бирла (Арджеш)
Бирла (рум. Bârla) — село у повіті Арджеш в Румунії. Входить до складу комуни Бирла.
Село розташоване на відстані 104 км на захід від Бухареста, 47 км на південь від Пітешть, 78 км на схід від Крайови.

## Населення
За даними перепису населення 2002 року у селі проживали 1146 осіб, з них 1145 осіб (99,9%) румунів. Рідною мовою 1145 осіб (99,9%) назвали румунську.